# Tabasco (plantă)
Tabasco este numele unui soi de chili al speciei de plante Capsicum frutescens din genul Capsicum (ardei). Planta a devenit cunoscută prin sosul iute de tabasco. Planta a fost cultivată la început în statul Louisiana din SUA, cu scopul preparării sosului. Tabasco crește sub formă de tufe. Fructele plantei au forma ascuțită a ardeilor iuți, cu o lungime de 4 cm, care prin coacere devin de culoare galbenă sau roșie. O mare parte din recolta de tabasco a fost ditrusă între anii 1960-1970 de virusul numit mozaicul tutunului. Din anul 1970 a fost cultivat soiul „Greenleaf Tabasco”, soi care este rezistent la acest virus.